# Mitrídates de Armenia
Mitrídates de Armenia (en georgiano: მითრიდატე) fue un príncipe de la dinastía Parnavázida del reino de Iberia, quien ejerció como rey de Armenia bajo la protección del Imperio romano.

## Historia
Mitrídates fue instaurado por el emperador romano Tiberio, después de que este invadiera Armenia en el año 35. Cuando el príncipe Orodes, hijo de Artabano II de Partia, intentó desposeer a Mitrídates de su recién adquirido reino, este se puso al frente de un gran ejército armenio e íbero y derrotó a los partos en una batalla campal.
Hacia el año 37, el nuevo emperador Calígula mandó a arrestar a Mitrídates, pero Claudio lo restauró en el trono armenio en el 42. Más tarde, las relaciones de Mitrídates con su hermano Farasmane se deterioraron, al punto que el rey íbero dio instrucciones a su hijo, Radamisto, para invadir Armenia y derrocar a Mitrídates en el 51. 
Al ser traicionado por sus comandantes romanos, Mitrídates se rindió. El historiador romano Casio Dio relata un probable enfrentamiento apócrifo de Mitrídates y Claudio en Roma:

Mitrídates, rey de los iberos, habiendo sido derrotado en un conflicto con un ejército romano y desesperando por su vida, suplicó que se le concediera una audiencia para no ser ejecutado sumariamente o conducido en la procesión triunfal. Atendida su petición, Claudio lo recibió en Roma, sentado en un tribunal, y le dirigió palabras amenazadoras. Pero el rey respondió con valentía, y terminó diciendo: "No me han traído a ti; yo he venido. Si lo dudas, libérame y trata de encontrarme".

### Declive
Mitrídates fue ajusticiado por su sobrino Radamisto, que usurpó la corona y se casó con su prima Zenobia, hija de Mitrídates.